# Melipotis excavans
Melipotis excavans là một loài bướm đêm trong họ Erebidae.